# دیمن اف‌تی‌پی بسیار امن
دیمن اف‌تی‌پی بسیار امن (به انگلیسی: Very Secure FTP Daemon) (یا به اختصار vsftpd) یک سرویس‌دهنده اف‌تی‌پی برای سیستم‌عامل‌های شبه یونیکس مانند لینوکس و بی‌اس‌دی است. این برنامه یک نرم‌افزار آزاد است و تحت پروانه جی‌پی‌ال منتشر می‌شود. از قابلیت‌های این برنامه می‌توان به پشتیبانی از SSL و نسخه ۶ پروتکل اینترنت (IPv6) اشاره کرد.
این سرویس‌دهنده از نسخه ۲٫۰٫۰ به بعد از FTPS صریح و از نسخه ۲٫۱٫۰ از FTPS ضمنی پشتیبانی می‌کند. vsftpd در بسیاری از سیستم‌عامل‌ها به عنوان سرویس‌دهنده پیشفرض اف‌تی‌پی انتخاب شده است. از جمله توزیع‌های لینوکس اوبونتو، فدورا، اسلکور، سنت‌اواس ردهت اینترپرایز لینوکس و ...